# Ephestiopsis bipunctalis
Ephestiopsis bipunctalis är en fjärilsart som beskrevs av George Francis Hampson 1896. Ephestiopsis bipunctalis ingår i släktet Ephestiopsis och familjen mott. Inga underarter finns listade i Catalogue of Life.